# رول بهاری
رول بهاری (یا به انگلیسی spring roll) یک سبک از غذاهای چینی است که بیشتر در شرق آسیا تهیه می‌شود. رول‌های بهاری را می‌توان از سبزیجات، گوشت یا مرغ تهیه کرد. عموماً در اروپا این غذا را با رول تخم‌مرغ (Egg roll) اشتباه می‌گیرند.

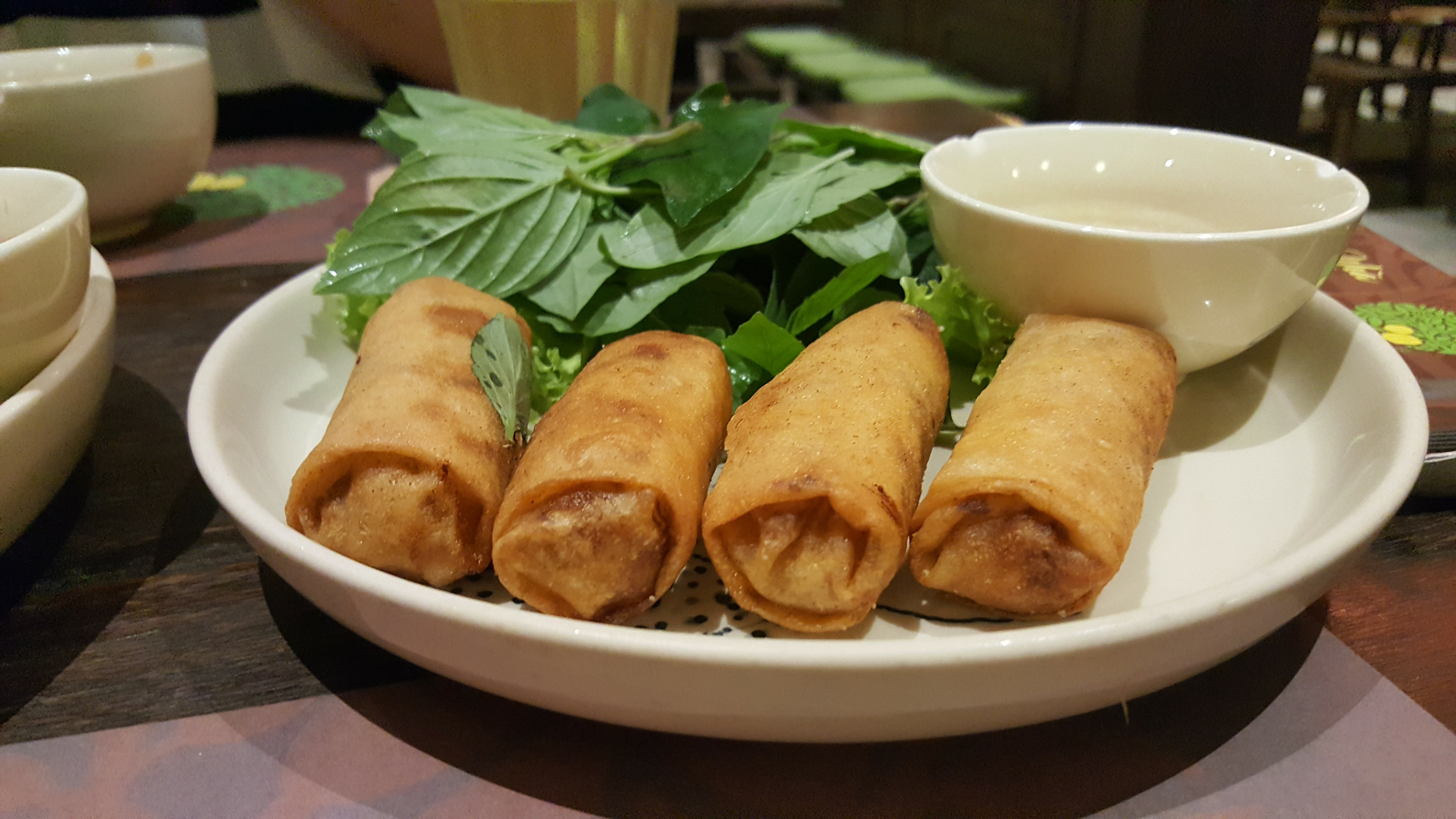
تصویری از میان‌وعده معروف چینی با نام رول بهاری که خاستگاه اصلی این غذا در کشورهای آسیای شرقی می‌باشد.

مشابه این غذا در ترکیه با نام بورک یا در کشورهای حاشیه خلیج فارس مشابه سمبوسه است.
خمیر استفاده شده در رول بهار (که به عنوان بسته‌بندی مواد درونی عمل می‌کند) با آرد برنج تهیه می‌شود، این در حالیست که رول تخم مرغ (Eggroll) با یک خمیر از آرد گندم تهیه می‌شود اما برای دستور این خوراکی بطور سنتی در چین فقط از آرد گندم استفاده‌ می‌شود.

## خاستگاه
این غذا که با نام پنکیک لاغر (به چینی 薄饼) هم شناخته می‌شود در جنوب رودخانه یانگ تسه چین برای اولین بار به شهرت جهانی رسیده است. علت انتخاب اسم اسپرینگ رول که به معنای رول بهاری می‌باشد برگرفته از جشن بهار چینی می‌باشد که این غذا در آن روز پخت می‌شود.

## طرز تهیه
دستور رول بهاری در هر نقطه از دنیا متفاوت است اما آن چیزی که مشترک است استفاده از این غذا بعنوان یک میان‌وعده می‌باشد.
متداول‌ترین روش تهیه این خوراکی در خاورمیانه با خمیر فیلو (یوفکا) و مقداری هویج و کلم خرد شده به همراه مرغ و سبزیجات از پیش تفت داده شده می‌باشد.
در ابتدا باید مواد اولیه را در خمیر مربوطه رول و سپس در مقدار کمی روغن سرخ‌ کرد. در کنار این غذا معمولاً از انواع سس یا سالادها استفاده‌ می‌شود.

## میزان کالری

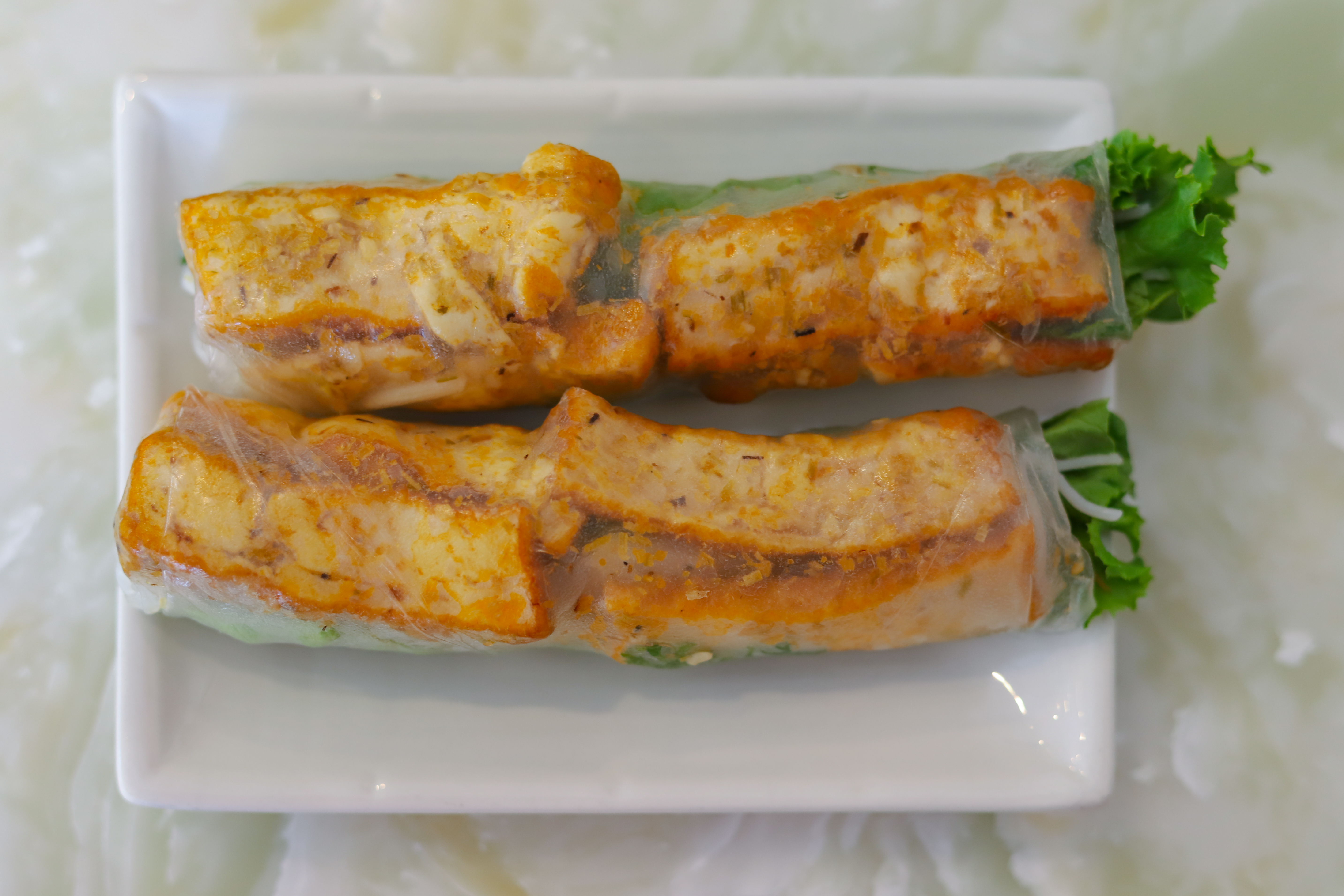
رول بهاری یک میان‌وعده کاملاً مناسب برای گروه وگانیسم می‌تواند باشد.

هر تکه رول بهاری با مرغ و سبزیجات (به وزن تقریباً ۷۵ گرم) حاوی اطلاعات تغذیه ای زیر است:
- کالری: ۷۹
- چربی: ۳
- چربی اشباع شده: ۱
- کلسترول: ۵۷
- کربوهیدرات‌ها: ۵
- پروتئین‌ها: ۸

توجه داشته باشید که روغن شمارش نشده‌است.

## غذای منجمد
رول‌های بهاری که در ایران تحت عنوان اسپرینگ رول شناخته می‌شود معمولاً  از قبل نیمه آماده می‌باشد و فقط نیاز به گرم شدن دارند.
اسپرینگ رول‌های منجمد معمولاً بزرگتر از سایز معمولی چینی هستند و خمیر بسیار ضخیم‌تری دارند.
در ایران برخی شرکت‌ها مانند کاله این محصول را به صورت منجمد وارد بازار کرده‌اند.